# أدريان جاكسون (دراج)
أدريان جاكسون (بالإنجليزية: Adrian Jackson)‏ هو دراج أسترالي، ولد في 1983.